# Nowa Połtawka
Nowa Połtawka (ukr. Нова Полтавка) – wieś na Ukrainie, w obwodzie donieckim, w rejonie kramatorskim, w hromadzie Illiniwka. W 2001 liczyła 502 mieszkańców.